# 桃花镇 (宣汉县)
桃花乡，是中华人民共和国四川省达州市宣汉县下辖的一个乡镇级行政单位。

## 行政区划
桃花乡下辖以下地区：
桃花坪村、莲寨社区、刘家沟村、莲池村、中山坡村、白堰沟村、龙井坝村、鼓石梁村、文凤村和三溪村。